# Cautha
Cautha, o també Cavatha o Cath, va ser, segons la mitologia etrusca, una divinitat femenina (de vegades masculina) que regia el Sol i la Lluna, tenia una connexió amb l'Inframon i podria estar relacionada amb el part.
Era la deessa del santuari situat al sud de la ciutat de Pirgos, propera a Caere. Se la representa acompanyada del déu Suri, un déu dels morts i de l'endevinació, de qui era parella i amb el que compatia culte. També s'aparellava amb el déu Fufluns, equivalent al déu grec Dionís. A Pirgos, Cautha estava vinculada a Aplu (Apol·lo), que potser va adoptar algunes de les característiques de Cautha quan va ser introduït a la religió etrusca. Alguns autos pensen que Cautha tenia característiques de la deessa grega Persèfone, ja que el seu consort Suri era l'equivalent al Dis Pater de la mitologia romana.
L'especialista en temes etruscos Nancy de Grummond ha argumentat que Cautha podria ser una divinitat lunar per oposició a una divinitat solar. Diu que Cautha és anomenada la «filla del Sol»,però això no vol dir necessàriament que fos una deessa solar perquè Selene, la deessa de la lluna en la mitologia grega, de vegades també s'anomena la filla del Sol. S'han trobat alguns craters que representen a Cautha i mostren que la deïtat té un gènere ambigu, com algunes divinitats de les mitologies grega, romana i egípcia. Luna i Selene a la mitologia romana i grega, es representen conduint carros de dos cavalls, com Cautha. De Grummond també ha suggerit que com que Śuri és un déu solar i la seva consort és Cautha, tindria sentit que la seva parella fos una divinitat lunar.